# Look at Me (película)
Look at Me es una película estadounidense del género drama de 2012, dirigida por Alesia Glidewell, que a su vez la escribió junto a Matthew Hoch y Jason Noyes, en la fotografía estuvo Mark Putnam, el elenco está compuesto por James Duval, Jill Hoiles y Mark Boone Junior, entre otros. El filme fue producido por All In Pictures, Look at Me Productions y Youabu Productions.

## Sinopsis
En este largometraje se muestran varias situaciones de siete veinteañeros, los cuales tienen dificultades para concretar citas y progresar hacia una relación en Nueva York.